# Jo Jeeta Wohi Sikandar
Pour plus de détails, voir Fiche technique et Distribution.
Jo Jeeta Wohi Sikandar (en hindi : जो जीता वही सिकन्दर) est un film dramatique indien écrit et réalisé par Mansoor Khan et sorti en 1992.

## Fiche technique
- Titre : Jo Jeeta Wohi Sikandar
- Titre original : जो जीता वही सिकन्दर
- Réalisation : Mansoor Khan
- Scénario : Mansoor Khan, Nasir Hussain
- Photographie : Najeeb Khan
- Montage : Dilip Kotalgi, Zafar Sultan
- Musique : Jatin Pandit, Lalit Pandit
- Pays d'origine : Inde
- Langue originale : hindi
- Format : couleur
- Genre : dramatique
- Durée : 176 minutes
- Dates de sortie :
  - Inde : 22 mai 1992

## Distribution
- Aamir Khan : Sanjaylal Sharma
- Ayesha Jhulka : Anjali
- Deepak Tijori : Shekhar Malhotra (comme Depak Tijori)
- Pooja Bedi : Devika
- Kulbhushan Kharbanda : Ramlal Sharma
- Mamik : Ratanlal Sharma
- Kiran Zaveri : Kalpana
- Ahmed Khan : Girdhari - Anjali's Father
- Ravindra Kapoor : Shakur (comme Ravinder Kapoor)
- Deb Mukherjee : Rajput's Coach (comme Debu Mukerjee)
- Aditya Lakhia : Maksood
- Deven Bhojani :
- Miki Khan :
- Prakash :
- Suraj Thapar :
- Bobby Khanna :
- Sanam Oberoi : Tina
- Shehnaz Kudia : Rukhsana (comme Shehnaaz Kudia)
- Siraj Syed :
- Sharokh Bharucha : Ratan Junior (comme Sharokh)
- Imran Khan : Young Sanjaylal (comme Imraan)
- Asrani : Mr. Dube
- Ajit Vachani : Rajput's Principal
- Anjan Srivastav : Race commentator (comme Anjan Srivastava)
- Robin Bhatt :
- Maria Goretti : Special Appearance
- Jatin Pandit :
- Girija Shettar : Dancer in song Jawa ho yaaro
- Shekhar Shukla : Model College Student
- Amole Gupte : Race Caller (non crédité)
- Faisal Khan : Xavier College Student (non crédité)